# 제프 백스터
제프 백스터(영어: Jeff Baxter, 1948년 12월 13일 ~ )는 1970년대 록 밴드 스틸리 댄과 두비 브라더스와 1980년대 스피릿에서 활동한 것으로 알려진 미국의 기타리스트이다. 최근에는 국방 컨설턴트로 일했고 미사일 방어에 관한 의회 자문위원회의 의장을 맡았다. 2020년 두비 브라더스의 일원으로 로큰롤 명예의 전당에 헌액되었다.

## 어린 시절 및 경력
제프리 백스터는 워싱턴 D.C.에서 태어났다.
백스터는 1967년 코네티컷주 워터타운에 있는 태프트 학교를 졸업했다. 태프트에서 그는 상급생 밴드인 킹 썬더 앤 라이트닝 볼츠에서 드럼을 연주했다. 1967년 9월 보스턴 대학교 공공 커뮤니케이션 스쿨(현재의 커뮤니케이션 칼리지)에 입학하여 지역 밴드들과 계속 공연하면서 저널리즘을 공부했다.

## 음반 목록

### 스틸리 댄
- Can't Buy a Thrill (1972년)
- Countdown to Ecstasy (1973년)
- Pretzel Logic (1974년)

### 두비 브라더스
- Stampede (1975년)
- Takin' It to the Streets (1976년)
- Livin' on the Fault Line (1977년)
- Minute by Minute (1978년)

### 로드 스튜어트
- Tonight I'm Yours (1981년)
- When We Were the New Boys (1998년)

### 링고 스타
- Time Takes Time (1992년)
- Vertical Man (1998년)

### 조 코커
- Heart & Soul (2004년)

### 조니 미첼
- The Hissing of Summer Lawns (1975년)